# Везер (приток Дордони)
Везер (фр. Vézère) — река на юго-западе Франции в Лимузене и Аквитании. На реке расположен город Брив-ла-Гайард. Длина — 211 км. Площадь водосборного бассейна — 3736 км². Расход воды — 59 м³/с. Впадает в реку Дордонь на территории коммуны Ле-Бюг.
В долине реки расположены известные пещеры, которые входят в список объектов всемирного наследия ЮНЕСКО.